# おばちゃんチップス
『おばちゃんチップス』は、田中誠監督の日本の映画。関西テレビ、ホリプロ、大阪経済大学の共同製作で、配給はファントム・フィルム。上映時間は112分。2007年1月21日公開。同年8月1日にはDVDが発売された。
映画のもととなっているのは、大阪経済大学とホリプロの共同企画であり、コミュニケーション力・企画力などの育成を目的に設けられた「基盤能力開発講座『OSAKA BRAND 03』」という講座において、大阪経済大学の学生が発表した同名の商品企画である。この菓子は映画公開にあわせて、江崎グリコから商品化された（現在は販売終了）。

## ストーリー
人情と商人と元気なおばちゃんが溢れる街、大阪。家弓修平（船越英一郎）は一流建築会社の仕事を辞め、東京での生活を捨てて、大阪へやってきた。彼の下宿先となるのは、昔ながらのひなびた雑貨屋、樋元商店。店主である情に厚くて威勢が良い樋元千春（京唄子）や、向かいに住む可愛らしいおばちゃん予備軍のホステス赤銅麻衣子（misono）に囲まれて、新たなる生活がスタートした。大阪での修平の仕事は、大学の非常勤講師。言語学の教授という夢への第一歩となるはずだったのだが、あまりの安月給ゆえ生活に困窮してしまう。樋元商店でアルバイトも始めた修平だが、「おでんの汁だけタダでちょうだい！」など勝手し放題のおばちゃんたちの勢いに困惑を隠せない。そんな惨憺たるありさまの店に立ち寄った麻衣子は、修平を手伝うことにする。ある日、麻衣子は修平の授業に忍び込むが、内容は全く楽しくなく、生徒の評判もすこぶる悪かった。そんな修平に彼女は「大学の先生もしゃべりのプロやろ！」とはっぱをかける。また古書店では、言い値どおりの額を支払おうとする修平を差し置いて、麻衣子が威勢良く値切り始める。そして繰り広げられる、かけあい漫才のような店主と麻衣子の会話。「大阪っていうのは、言語学的ワンダーランドだね」と感心する修平と圧倒的勝利をおさめる麻衣子。気を良くした修平は彼女に、標準語と大阪弁のイントネーションの違いを楽しげに説明する。少しずつふたりの距離が近づいていくが……。

## キャスト
- 船越英一郎
- misono
- 南果歩
- 徳井優
- 河本準一（次長課長）
- 宮地真緒
- キムラ緑子 - おゆき
- 渡辺いっけい
- 伊武雅刀
- 京唄子

## スタッフ
- 監督・脚本：田中誠
- 製作総指揮：堀威夫
- 製作：山田滋敏、岡林可典
- 撮影：佐々木原保志
- 編集：大永昌弘
- 照明：安河内央之
- 美術：磯見俊裕
- 音楽：住友紀人
- プロデューサー：梶野祐司、旗啓祝
- プロデューサー補：水俣清一
- 制作プロダクション：ホリプロ
- 製作：ホリプロ、関西テレビ、大阪経済大学
- 配給：ファントム・フィルム
- 特別協力：江崎グリコ
- 主題歌：「雨に咲く花」（中林芽依）